# Чернышевский (земснаряд)
«Чернышевский» — советский пароход-земснаряд. Построен в 1915 году в Англии.
Производительность — 360—400 м³/час, он имел паровую машину мощностью 630 л.с., которая приводила в действие черпаковую цепь, а на ходу обеспечивала скорость 7,8 узлов. 125 т.
Размеры: длина — 50,14 м, ширина — 9,75 м и осадка — 3,18 м.
В 1935 году с земснарядом произошла катастрофа, в результате которой погибло более 50 человек.
Списан в 1966 году.

## Гибель земснаряда
Землечерпательный снаряд «Н. Чернышевский» под командованием капитана Немчинова и работавшая с ним шаланда «Реушинка» 29 мая 1935 года вышли из Архангельска для проведения работ в Сорокском порту.
В пути они были застигнуты штормом с силой ветра до 10 баллов. 2 июня вечером «Реушинка» пришла в порт, по сообщению её капитана, контакт с земснарядом был утерян в 12-13 милях от Сороки во время ухудшения видимости из-за метели. Для проведения спасательной операции были направлены буксиры «Хабаров» и «Рабочий». Поиски членов экипажа ничего не дали. Утром 3 июня 1935 года пароходом «Пятилетка» на острове Малый Жужмуй были обнаружены тела 15 членов экипажа. Всего на борту по официальной версии было 54 человека, в том числе один ребёнок. Тела экипажа были перевезены в Архангельск, где и захоронены в братской могиле на Кузнечевском кладбище.
Комиссия в составе начальника службы портового хозяйства Северного управления морского флота Доброла, начальника сектора капитального строительства Северного управления морского флота Наркомвода Соловьёва, ответственного работника Наркомвода Абеля по завершении расследования сделала вывод, что причиной гибели могли быть либо удар о подводное препятствие и разрушение корпуса или проникновение воды в корпус через снесённые волной капы.

Памятник морякам земснаряда «Чернышевский» в Беломорске

В Беломорске установлен памятник погибшим членам команды.
23 июля 1936 году земснаряд был поднят Эпроном и доставлен в Архангельск, где в 1937—1938 годах был восстановлен. 4 найденных при подъеме мертвых члена экипажа были похоронены в Сороке (Беломорск), где был сооружён памятник. Судно участвовало в Великой Отечественной войне